# Susana Dosamantes
Susana Dosamantes, nata María del Perpetuo Socorro Guadalupe Susana Dosamantes Rul Riestra (Guadalajara, 9 gennaio 1948 – Miami, 2 luglio 2022), è stata un'attrice messicana.

## Biografia
Madre della cantante pop Paulina Rubio, nacque da Mario Dosamantes Rul y Elizalde (1910-1945) e María Elena Susana Riestra Alcaraz (1915-1995). Nel corso della sua carriera, iniziata nel 1969, recitò in circa 50 film, oltre che in serie TV e telenovelas.
È morta a Miami nel 2022 per un tumore al pancreas. 

## Filmografia parziale
- Rio Lobo, regia di Howard Hawks (1970)
- Lo imperdonable (1975)
- Corazón salvaje (1977)
- Aprendiendo a amar (1980)
- Amalia Batista (1983-1984)
- Amada enemiga (1997)
- El amor no tiene precio (2005)
- Marina (2006)
- El juramento (2008)
- Eva Luna (2010-2011)
- Corazón apasionado (2012-2013)